# Stipa brevipes
Stipa brevipes är en gräsart som beskrevs av Étienne-Émile Desvaux. Stipa brevipes ingår i släktet fjädergrässläktet, och familjen gräs. Inga underarter finns listade i Catalogue of Life.